# Ska Cubano
Ska Cubano és un grup musical londinenc que combina ska i música cubana com el son i el mambo, amb elements d'uns altres gèneres incloent-hi cúmbia i calipso.

## Història
El grup va ser ideat per l'inversor Peter A. Scott, que en les seves pròpies paraules "vaig decidir-me a crear una història alternativa en la qual l'ska cubà havia emergit".
Així va decidir-se a viatjar a Santiago de Cuba amb el cantant de Top Cats, Natty Bo (Nathan Lerner) en 2001 i on assajaren i enregistraven el primer àlbum de Ska Cubano durant un període de dos anys principalment amb músics locals incloent-hi el cantant Beny Billy (Juan Manuel Villy Carbonell). A finals de 2004, Scott i Bo decidien cercar un so menys cubà i formaren una alineació a Londres formada per cubans establerts a Londres i d'altres caribenys (tres dels quals eren/són també membres de Top Cats, la banda de ska tradicional de Natty Bo). Després d'una mica d'experimentació, amb Natty Bo com líder i vocalista, la formació permanent de Ska Cubano estaria formada pels cubans Rey Crespo i Ernesto Estruch (de L'Havana), Jesús Cutiño (Las Tunas), Oreste Noda (Matanzas) i Kico Cowan (Camagüey), juntament amb Dr Sleepy (Reuben White) de les Illa de Montserrat, Eddie "Tan Tan" Thornton de Jamaica (Spanish Town), Miss Megoo (Megumi Mesaku) del Japó (Chiba City) i el londinec Trevor Edwards, a banda de Beny Billy de Santiago de Cuba, qui col·labora en enregistraments i concerts. En 2006, el veneçolà Carlos Pena gradualment anava introduint-se com a cantant secundari, encara que Beny continuava enregistrant i ocasionalment viatjant amb Ska Cubano. Més endavant se'ls uniria el trompetista Gaig Phelps. El segon àlbum de Ska Cubano ¡Ay Caramba!, va ser proposat per un Premi de Música Mundial de la BBC en la Categoria "Mescla de Cultures".
El seu tercer àlbum, "Mambo Ska" va ser llançat el maig de 2010.
Ska Cubano ha actuat a festivals de referència a escala mundial incloent-hi Glastonbury, Big Day Out, i WOMAD, i ha actuat a més de 30 països.

## Membres
- Natty Bo (Nathan Lerner) - veus
- Carlos Pena - veu i percussió menor
- Beny Billy (Juan Manuel Villy Carbonell) - veu
- Miss Megoo (Megumi Mesaku) - contralt i saxofon baríton.
- Trevor Edwards - trombó.
- Kico Cowan - saxofon tenor i flauta.
- Rey Crespo (director musical) - contrabaix i marimbula.
- Jesús Cutiño - tres (Guitarra de 3x2- cubana)
- Ernesto Estruch - piano, orgue i violí.
- Oresta Noda - congas i pailas.
- Dr. Sleepy (Reuben White) - percussió
- Tan Tan (Eddie Thornton) - trompeta
- Jay Phelps - trompeta

## Discografia
- Ska Cubano (2003), Victor - reeditat (2004), Absolut
- ¡Ay Caramba! (2005), casinosounds
- Ajiaco! (the remix album), (2008) casinosounds/Universal Portugal [àlbum amb remixos de Ska Cubano realitzat per DJ's independents.]
- "Mambo Ska" (2010), casinosounds